# سوبیانو
سوبیانو (به ایتالیایی: Subbiano) یک کومونه در ایتالیا است که در استان آرتزو واقع شده‌است.

## خصوصیات
سوبیانو ۷۸٫۲۵ کیلومترمربع مساحت و ۶٬۰۳۴ نفر جمعیت دارد و ۲۶۶ متر بالاتر از سطح دریا واقع شده‌است.